# Kärdla solkraftverk
Kärdla solkraftverk (Kärrdal solkraftverk) med 3240 solpaneler och en maximal eleffekt på 0,9 MWe började byggas i februari 2017 på ön Dagö kommun (i tidigare Hiiu kommun och Pühalepa kommun) ca 120 km sydväst om huvudstaden Tallinn i norra Estland.
Kostnaden beräknas till drygt 1 miljon euro. FootonVolt AS är huvudinvesterare och partner i lokala investmentbolaget Koha Capital OÜ.